# Alisotrichia argentilinea
Alisotrichia argentilinea är en nattsländeart som beskrevs av Oliver S. Flint Jr. 1968. Alisotrichia argentilinea ingår i släktet Alisotrichia och familjen smånattsländor. Inga underarter finns listade i Catalogue of Life.